# Basketball-Ozeanienmeisterschaft
Die Basketball-Ozeanienmeisterschaft der Männer (offiziell: FIBA Oceania Championship) war die vom Weltverband FIBA ausgetragene Kontinentalmeisterschaft für Ozeanien im Basketball, bis zur letzten Austragung im Jahr 2015. Meist bestand sie lediglich aus einer Finalrunde von maximal drei Spielen, zwischen Australien und Neuseeland. Von 1993 bis 1999 gab es nur ein Finalspiel. 2009 wurde erstmals ein Hin- und ein Rückspiel ausgetragen. Gab es mehr als zwei Teilnehmer, wurde zuvor eine Gruppenphase ausgetragen, bei der die Mannschaften, jeweils einmal gegeneinander getreten sind. Rekordtitelträger war Australien, das 19 der 22 Austragungen gewann und von 1979 bis 2001 über 28 Spiele hinweg ungeschlagen blieb, wobei es 1999 nicht angetreten ist, da es sich als Gastgeber der Olympischen Spiele bereits automatisch für dieses qualifizierte. 2001 konnte sich Neuseeland erstmals zweimal gegen Australien durchsetzen und so den Titel erringen.
Die Meisterschaft fand seit 1971 meist im Zweijahres-Rhythmus statt und war gleichzeitig das ozeanische Qualifikationsturnier für die Basketball-Weltmeisterschaft oder die Olympischen Sommerspiele. Bis 2003 qualifizierte sich dabei nur der Sieger, für das darauffolgende Turnier. Aufgrund des erfolgreichen Abschneidens Neuseelands bei der Weltmeisterschaft 2002, dass das Halbfinale erreicht hatte, und des gleichzeitigen Fehlens der australischen Mannschaft wurde Ozeanien ein zweiter WM-Startplatz zugesprochen. Auch für die Olympischen Spiele 2004 qualifizierten sich erstmals zwei Mannschaften aus Ozeanien, dieser zweite Startplatz wurde jedoch für die Spiele 2008 durch einen Startplatz beim erstmals seit 1976 ausgetragenen vor-olympischen Turnier ersetzt.
Die Ozeanienmeisterschaft wurde 2015 eingestellt. Seitdem spielen die Mannschaften aus Ozeanien bei der Basketball-Asienmeisterschaft mit. Ab dem Jahr 2017 werden alle FIBA-Kontinentalmeisterschaften im Vierjahresrhythmus ausgetragen und sind nicht mehr Teil der Qualifikation für die Basketball-Weltmeisterschaft oder der Olympischen Sommerspiele.

## Die Turniere im Überblick
| 1971 Details | Neuseeland             | Auckland, Rotorua, Christchurch       | Australien | 91–56  | 107–58             | 117–72             | Neuseeland | Keine weiteren Teilnehmer |
| 1975 Details | Australien             | Melbourne, Hobart, Launceston         | Australien | 83–75  | 87–67              | 101–63             | Neuseeland | Keine weiteren Teilnehmer |
| 1978 Details | Neuseeland             | Auckland, Lower Hutt, Christchurch    | Australien | 93–71  | 65–67              | 76–69              | Neuseeland | Keine weiteren Teilnehmer |
| 1979 Details | Australien             | Melbourne, Sydney                     | Australien | 65–41  | 62–53              | 115–73             | Neuseeland | Keine weiteren Teilnehmer |
| 1981 Details | Neuseeland             |                                       | Australien | 78–55  | 80–71              | -                  | Neuseeland | Keine weiteren Teilnehmer |
| 1983 Details | Neuseeland             | Whangārei                             | Australien | 89–52  | 87–76              | -                  | Neuseeland | Keine weiteren Teilnehmer |
| 1985 Details | Australien             | Sydney, Newcastle                     | Australien | 92–66  | 96–75              | 98–62              | Neuseeland | Keine weiteren Teilnehmer |
| 1987 Details | Neuseeland             | Timaru, Christchurch                  | Australien | 115–59 | Nur ein Finalspiel | Nur ein Finalspiel | Neuseeland | Französisch-Polynesien    |
| 1989 Details | Australien             | Sydney                                | Australien | 91–54  | 106–55             | -                  | Neuseeland | Keine weiteren Teilnehmer |
| 1991 Details | Neuseeland             |                                       | Australien | 96–79  | 74–57              | -                  | Neuseeland | Keine weiteren Teilnehmer |
| 1993 Details | Neuseeland             | Auckland                              | Australien | 86–78  | Nur ein Finalspiel | Nur ein Finalspiel | Neuseeland | Samoa                     |
| 1995 Details | Australien             | Sydney                                | Australien | 102–62 | Nur ein Finalspiel | Nur ein Finalspiel | Neuseeland | Amerikanisch-Samoa        |
| 1997 Details | Neuseeland             | Palmerston North, Wellington          | Australien | 85–67  | Nur ein Finalspiel | Nur ein Finalspiel | Neuseeland | Neukaledonien             |
| 1999 Details | Neuseeland             | Auckland                              | Neuseeland | 125–43 | Nur ein Finalspiel | Nur ein Finalspiel | Guam       | Keine weiteren Teilnehmer |
| 2001 Details | Neuseeland             | Wellington, Hamilton, North Harbour   | Neuseeland | 85–78  | 79–81 n. V.        | 89–78              | Australien | Keine weiteren Teilnehmer |
| 2003 Details | Australien             | Bendigo, Geelong, Melbourne           | Australien | 79–66  | 90–76              | 84–75              | Neuseeland | Keine weiteren Teilnehmer |
| 2005 Details | Neuseeland             | Waitakere City, Manukau City, Dunedin | Australien | 91–56  | 82–71              | 91–80              | Neuseeland | Keine weiteren Teilnehmer |
| 2007 Details | Australien             | Melbourne, Sydney, Brisbane           | Australien | 79–67  | 93–67              | 58–67              | Neuseeland | Keine weiteren Teilnehmer |
| 2009 Details | Australien, Neuseeland | Sydney, Wellington                    | Neuseeland | 77–84  | 100–78             | -                  | Australien | Keine weiteren Teilnehmer |
| 2011 Details | Australien             | Melbourne, Brisbane, Sydney           | Australien | 91-78  | 81-64              | 92-68              | Neuseeland | Keine weiteren Teilnehmer |
| 2013 Details | Neuseeland, Australien | Auckland, Canberra                    | Australien | 70-59  | 76-63              | -                  | Neuseeland | Keine weiteren Teilnehmer |
| 2015 Details | Australien, Neuseeland | Melbourne, Wellington                 | Australien | 71-59  | 89-79              | -                  | Neuseeland | Keine weiteren Teilnehmer |

### Medaillenspiegel
| Rang | Land                   | Goldmedaillen | Silbermedaillen | Bronzemedaillen | Gesamt |
| ---- | ---------------------- | ------------- | --------------- | --------------- | ------ |
| 1    | Australien             | 19            | 2               | 0               | 21     |
| 2    | Neuseeland             | 3             | 19              | 0               | 22     |
| 3    | Guam                   | 0             | 1               | 0               | 1      |
| 4    | Französisch-Polynesien | 0             | 0               | 1               | 1      |
|      | Samoa                  | 0             | 0               | 1               | 1      |
|      | Amerikanisch-Samoa     | 0             | 0               | 1               | 1      |
|      | Neukaledonien          | 0             | 0               | 1               | 1      |